# École nationale supérieure des mines de Paris
École nationale supérieure des mines de Paris er et fransk ingeniør-institut tilknyttet PSL Research University. 
Instituttet blev oprettet i 1783 og har i dag omkring 1500 studerende.

## Berømt Professor
- Alexandre-Emile Béguyer de Chancourtois, fransk geolog og mineralog